# Лауреаты Премии Правительства Российской Федерации в области образования (1998)
 Лауреаты Премии Правительства Российской Федерации в области образования 1998 года — перечень награждённых правительственной наградой Российской Федерации, присужденной за достижения в образовательной деятельности.
Лауреаты определены Постановлением Правительства РФ от 26 августа 1999 года № 956 на основании предложения Совета по присуждению премий Президента Российской Федерации и премий Правительства Российской Федерации в области образования.

## Лауреаты и другая информация
1. Иванникову Александру Дмитриевичу, доктору технических
наук, профессору, первому заместителю директора Государственного
научно-исследовательского института информационных технологий и
телекоммуникаций, Иголкиной Ирине Гавриловне, заместителю
директора того же института; Зыбареву Юрию Михайловичу, кандидату
технических наук, проректору Новосибирского государственного
университета; Кубышкину Анатолию Васильевичу, доценту, директору
регионального центра информатизации в сфере образования и науки
Пермского государственного технического университета; Космачеву
Валентину Михайловичу, кандидату технических наук, доценту,
директору Северо-Западного регионального центра информационных
технологий в области образования и науки Санкт-Петербургского
государственного университета аэрокосмического приборостроения;
Подольскому Владимиру Ефимовичу, кандидату технических наук,
старшему научному сотруднику, проректору Тамбовского
государственного технического университета; Рузановой Наталье
Сократовне, доценту, проректору Петрозаводского государственного
университета; Швецову Владимиру Ивановичу, кандидату технических
наук, доценту, директору Нижегородского регионального центра
информатизации Нижегородского государственного университета имени
Н. И. Лобачевского; Афанасьеву Константину Евгеньевичу, доктору
физико-математических наук, доценту, проректору Кемеровского
государственного университета, — за разработку
научно-организационных основ информатизации в области образования
России для высших учебных заведений.
2. Филипповичу Юрию Борисовичу, доктору биологических наук,
профессору, заведующему кафедрой Московского педагогического
государственного университета, — за высокое педагогическое
мастерство, разработку и внедрение образовательных программ,
учебников, учебно-методических пособий по биохимии для
педагогических высших учебных заведений.
3. Захарову Юрию Александровичу, доктору химических наук,
профессору, члену-корреспонденту Российской академии наук, ректору
Кемеровского государственного университета, Касаткиной Наталье
Эмильевне, доктору педагогических наук, профессору, заведующей
кафедрой, Невзорову Борису Павловичу, доктору педагогических наук,
профессору, Чурековой Татьяне Михайловне, кандидату педагогических
наук, доценту, работникам того же университета, — за разработку и
внедрение цикла научных трудов по теме «Теория и методика
формирования профессионального самоопределения молодежи в условиях
непрерывного образования» для высших учебных заведений.
4. Панову Виктору Ивановичу, доктору психологических наук,
старшему научному сотруднику, заместителю директора
Психологического института Российской академии образования,
Матюшкину Алексею Михайловичу, доктору психологических наук,
профессору, академику Российской академии образования, заведующему
лабораторией, Лейтесу Натану Семеновичу, доктору психологических
наук, главному научному сотруднику, Юркевич Виктории Соломоновне,
кандидату психологических наук, старшему научному сотруднику,
Яковлевой Евгении Леонидовне, доктору психологических наук,
ведущему научному сотруднику, работникам того же института;
Лебедевой Виктории Петровне, генеральному директору центра
комплексного формирования личности Российской академии
образования, Ясвину Витольду Альбертовичу, кандидату
психологических наук, заместителю генерального директора того же
центра; Орлову Владимиру Алексеевичу, кандидату педагогических
наук, доценту, заведующему лабораторией Института общего среднего
образования Российской академии образования; Бабаевой Юлии
Давидовне, кандидату психологических наук, старшему научному
сотруднику Московского государственного университета имени
М. В. Ломоносова; Дерябо Сергею Дмитриевичу, кандидату
психологических наук, исполняющему обязанности профессора
Московского городского психолого-педагогического института, — за
создание и внедрение психолого-педагогической разработки
«Одаренные дети: выявление — обучение — развитие» для
общеобразовательных учреждений.
5. Никитиной Екатерине Ивановне, кандидату педагогических
наук, профессору Ульяновского государственного педагогического
университета имени И. Н. Ульянова, — за создание
учебно-методического комплекта пособий по теме «Развитие связной
речи учащихся 5-9-х классов общеобразовательных учреждений».
6. Сластенину Виталию Александровичу, доктору педагогических
наук, профессору, академику Российской академии образования,
декану Московского педагогического государственного университета,
Мудрику Анатолию Викторовичу, доктору педагогических наук,
члену-корреспонденту Российской академии образования, Каширину
Владимиру Петровичу, кандидату психологических наук, профессорам
того же университета; Лихачеву Борису Тимофеевичу, доктору
педагогических наук, профессору, академику Российской академии
образования, заведующему лабораторией Государственного
научно-исследовательского института семьи и воспитания Российской
академии образования; Шиянову Евгению Николаевичу, доктору
педагогических наук, профессору, проректору Ставропольского
государственного технического университета; Темновой Ларисе
Витальевне, кандидату психологических наук, проректору Московского
открытого социального университета; Исаеву Илье Федоровичу,
доктору педагогических наук, профессору, заведующему кафедрой
Белгородского государственного университета; Подымовой Людмиле
Степановне, доктору педагогических наук, профессору Курского
государственного педагогического университета, Подымову Николаю
Анатольевичу, кандидату психологических наук, доценту того же
университета; Мищенко Александру Ивановичу, доктору педагогических
наук, профессору (посмертно),  — за создание учебно-методического
комплекта пособий и разработок по психолого-педагогическому
образованию для высших учебных заведений.
7. Кузину Владимиру Сергеевичу, доктору педагогических наук,
профессору, члену-корреспонденту Российской академии образования,
заведующему лабораторией Института общего образования, — за
создание учебно-методического комплекта пособий «Изобразительное
искусство и методика его преподавания в школе» для образовательных
учреждений среднего профессионального образования и педагогических
высших учебных заведений.
8. Беликову Владимиру Георгиевичу, доктору фармацевтических
наук, профессору, ректору Пятигорской государственной
фармацевтической академии, — за комплект учебников и учебных
пособий по фармацевтической химии для высших учебных заведений.
9. Васильеву Василию Михайловичу, доктору технических наук,
профессору Военного инженерно-технического университета;
Панибратову Юрию Павловичу, доктору экономических наук,
профессору, ректору Санкт-Петербургского государственного
архитектурно-строительного университета; Резнику Семену
Давыдовичу, доктору экономических наук, профессору, заведующему
кафедрой Пензенской государственной архитектурно-строительной
академии; Хитрову Владимиру Александровичу, кандидату технических
наук, профессору Санкт-Петербургской государственной
инженерно-экономической академии, — за создание учебника
«Управление в строительстве» для технических высших учебных
заведений.
10. Шмидту Сигурду Оттовичу, доктору исторических наук,
профессору, академику Российской академии образования, директору
центра исторического краеведения и москвоведения Российского
государственного гуманитарного университета; Кузнецову Генриху
Дмитриевичу, заместителю председателя Московского комитета
образования; Козленко Сергею Ивановичу, доценту, заведующему
кафедрой Московского института повышения квалификации работников
образования; Козлову Владимиру Фотиевичу, кандидату исторических
наук, доценту, заведующему кафедрой Историко-архивного института
Российского государственного гуманитарного университета; Горинову
Михаилу Михайловичу, кандидату исторических наук, заместителю
директора центра научного использования и публикации архивного
фонда объединения «Мосгорархив»; Рогачеву Алексею Вячеславовичу,
заведующему лабораторией Московского института развития
образовательных систем, Гореловой Надежде Александровне,
Поникаровой Наталии Михайловне, старшим научным сотрудникам того
же института; Рюминой Татьяне Давидовне, кандидату исторических
наук, доценту Московского городского педагогического университета;
Нестеровой Ольге Николаевне, учителю средней школы N 1058
г. Москвы, — за разработку концепции развития и совершенствования
курса москвоведения в средних учебных заведениях г. Москвы.
11. Мелик-Пашаеву Александру Александровичу, доктору
психологических наук, старшему научному сотруднику, заведующему
лабораторией Психологического института Российской академии
образования, Кудиной Галине Николаевне, Новлянской Зинаиде
Николаевне, кандидатам психологических наук, старшим научным
сотрудникам того же института; Бурштиной Наталии Ефимовне,
Романеевой Маргарите Павловне, учителям средней школы N 91
г. Москвы, — за разработку и создание комплекта учебно-методических
пособий по литературе для общеобразовательных учреждений.
12. Угроватовой Татьяне Юрьевне, учителю средней школы N 43
г. Калининграда, — за создание комплекта учебных пособий по
русскому языку «Подсказки на каждый день» для общеобразовательных
учреждений.
13. Малых Сергею Борисовичу, кандидату психологических наук,
старшему научному сотруднику, проректору Московского городского
психолого-педагогического института, Мешковой Татьяне
Александровне, кандидату психологических наук, старшему научному
сотруднику, декану, Марютиной Татьяне Михайловне, доктору
психологических наук, старшему научному сотруднику, профессору,
работникам того же института; Егоровой Марине Сергеевне, кандидату
психологических наук, ведущему научному сотруднику
Психологического института Российской академии образования,
Равич-Щербо Инне Владимировне, главному научному сотруднику,
Зыряновой Надежде Михайловне, кандидату психологических наук,
Гавриш Надежде Вадимовне, старшим научным сотрудникам, Пьянковой
Светлане Дмитриевне, научному сотруднику, Чертковой Юлии
Давидовне, младшему научному сотруднику, работникам того же
института; Шляхте Наталье Федоровне, кандидату психологических
наук, старшему научному сотруднику, доценту Московского
государственного открытого педагогического университета, — за цикл
исследований по теме «Отечественная психогенетика как область
науки и учебная дисциплина в высшей школе» для высших учебных
заведений.
14. Горшкову Александру Ивановичу, доктору филологических
наук, профессору Литературного института имени А. М. Горького, — за
создание научно-методического и учебного комплекта «Русская
словесность» для общеобразовательных учреждений.
15. Щеблыкину Ивану Павловичу, доктору филологических наук,
профессору, заведующему кафедрой Пензенского государственного
педагогического университета, — за создание учебного пособия
«Лермонтов. Жизнь и творчество» для общеобразовательных
учреждений.